# Клан Макферсон

Герб вождей клана Макферсон

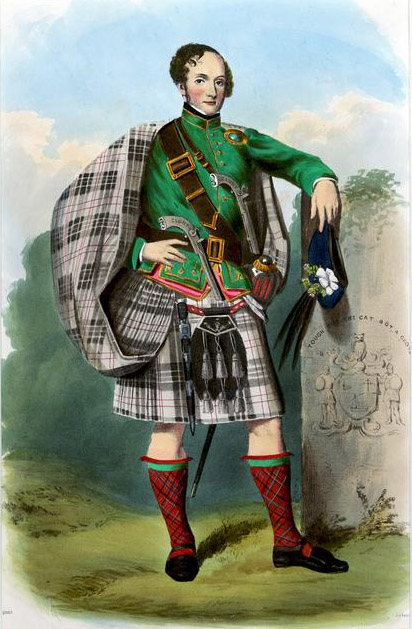
Член клана Макферсон в традиционной одежде, рисунок художника Маклана, 1845 год

Клан Макферсон (шотл. — Clan MacPherson, гэльск. — Clann Mhuirich) — один из кланов горной Шотландии (Хайленда). Входит в конфедерацию кланов Хаттан.
- Девиз клана: Touch not the cat bot a glove! — Ná dteagmháil leis an cat gan lámhainní! — Не трогайте кота без перчатки!

## История клана Макферсон

### Происхождение
Одно из названий этого клана гэльском языке Clan Mac а 'Phersein — клан Мак а Ферсейн — сын священника. В давние времена кельтская церковь позволяла священникам вступать в брак и основатель клана по имени Муйрех (гэльск. — Muireach) или Мурдо Каттенах (гэльск. — Murdo Cattenach) был священником в Кингасси в Баденохе. Клан Макферсон является частью конфедерации кланов Хаттан. Согласно историческим преданиям, в 843 году вождь клана Хаттан Гилл Хаттан Мор (гэльск. — Gille Chattan Mor) и один из его сыновей, который был предком клана Макферсон, вынуждены были поселиться в Лохабере, во владениях Кеннета Мак Альпина — короля скоттов. Имя вождя клана связано с названием местности — Ардхаттан, где он был священником, и возможно это как то связано с именем святого Катана.
В 1309 году король Шотландии Роберт Брюс предложил вождю клана Макферсон земли Баденох при условии, что клан уничтожит его врагов из клана Комин. Клан Макферсон приложил максимум усилий для выполнения этой задачи. Клан Макферсон еще известен как клан трех братьев: вождь клана Эван Бэн Макферсон (гэльск. — Ewan Ban MacPherson) имел трех сыновей: Кеннета Макферсона из Клани (гэльск. — Kenneth Macpherson Clunie), Иэна Макферсона из Питмана (гэльск. — Iain Macpherson Pitman) и Гиллеса Макферсона из Инвереши (гэльск. — Gillies Macpherson Invereshie).

### XIV век — войны кланов
В 1370 году состоялась битва под Инвернаховоном между конфедерацией кланов Хаттан и кланом Камерон. Во время битвы возник спор между кланом Макферсон и кланом Дэвидсон на тему — кто станет на правом крыле войска во время битвы. Клан Макинтош, который тогда возглавлял конфедерацию Хаттан, решил спор в пользу клана Дэвидсон. Клан Макферсон обиделся и покинул поле боя. Клан Камерон воспользовался этим и устремился в атаку. Но клан Макферсон вернулся на поле боя, и клан Камерон был разбит. Война между кланами Камерон и конфедерацией Хаттан продолжалась. В 1396 году состоялась битва под Норт-Инч, за которой наблюдали король Шотландии Роберт III Стюарт и все его придворные.

### XVII век — Гражданская война
В 1618 году Эндрю Макферсон, 8-й вождь клана Макферсон (ум. 1659/1660), приобрел замок и усадьбу Стратисла (гэльск. — Strathisla). Сын Эндрю — Эван Макферсон (гэльск. — Euan Macpherson) во время Гражданской войны в Шотландии поддержал роялистов под руководством Джемса Грэма, 1-го маркиза Монтроза. 10-й вождь клана — Дункан Макферсон из Клани в 1672 году имел спор с кланом Макинтош, но Тайный совет Шотландии поддержала клан Макинтош. Дункан не имел сыновей, поэтому в 1722 году вождем клана Макферсон стал Лахлан Макферсон, 4-й лэрд из Нуида (1674—1746).

### XVIII век — Восстание якобитов
Вождь клана Эван Макферсон из Клани (1706—1764) был одним из лидеров якобитов. В 1745 году он принял участие во втором восстании якобитов, участвовал в битве под Клифтон Мур Скирмише. После битвы при Каллодене и поражения восстания вождь клана Макферсон девять лет скрывался, хотя за него была объявлена награда в 1 000 фунтов стерлингов. Он бежал в Францию в 1755 году. Уильям Макферсон был убит в битве при Фолкерке в 1746 году, он являлся предком нынешнего вождя клана Макферсон. Его брат был свидетелем того, как «красные мундиры» — британские солдаты сожгли его дом в Клани. Дункан Макферсон из Клани воевал за британское правительство во время Войны за независимость в Северной Америке.

### Замки
- Замок Клани — в 5 милях на северо-запад от Ньютонмора в Стратспее[2]. Был оплотом клана. Постройка датируется XIV веком. Был разрушен герцогом Камберлендом во время восстания якобитов в 1745 году. В XIX веке на месте, где был замок, был построен особняк, который существует и сейчас[2].
- Замок Баллиндаллох — построен кланом Грант. Затем перешел в собственность клана Макферсон[2].
- Замок Ньютон — в Блэргоури, Пертшир. В настоящее время является резиденцией вождей клана Макферсон[2].
- Замок Питман — в Кингасси, Баденох и Стратспей. Принадлежал клану Макферсон в XIV веке. Сейчас это часть Музея Хайленда[англ.][2].

## Вождь
Вождь клана — сэр Уильям Алан Макферсон из Клани и Блэргоури (род. 1926), 27-й вождь клана Макферсон (с 1969 года).

## Септы
Септы: Archibald, Carson, Cattanach, Clark, Clarke, Clarkson, Clerk, Clerich, Clooney, Clunie, Cluny, Currie, Curry, Ellis, Ellison, Fersen, Gillies, Gillis, Gillespie, Gow, Gowan, Lees, MacBurrich, MacCarson, MacClair, MacCleary, MacCleish, MacClerich, MacChlery, MacCloonie, MacClooney, MacCluney, MacClunie, MacCluny, MacCurrach, MacCurrie, MacCurry, MacGillies, MacGoun, MacGoune, MacGow, MacGowan, MacGowne, MacLear, MacLeary, MacLees, MacLeish, MacLerie, MacLise, MacMuirich, MacMurdich, MacMurdo, MacMurdoch, MacMurdock, MacMurich, MacVurich, MacVurrich, Murdaugh, Murdo, Murdoch, Murdock, Murdoson, Pearson, Person, Smith.